# Национальный фронт сопротивления Сан-Томе и Принсипи — Обновлённый
Национа́льный фронт сопротивле́ния Сан-Томе́ и При́нсипи — Обновлённый — политическая партия, действовавшая в республике Сан-Томе и Принсипи в 1986—1990 годах.

## Предыстория
Национальный фронт сопротивления Сан-Томе и Принсипи в 1981 году был основан эмигрантами из Сан-Томе и Принсипи, выступавшими против установившегося на островах социалистического режима. Партия создана в Габоне под руководством Карлуша да Граса, бежавшего в 1978 году после неудачной попытки государственного переворота. В 1986 году партия была изгнана из Габона после того как отношения между этой страной и Сан-Томе и Принсипи начали налаживаться. Большая часть Национального фронта сопротивления Сан-Томе и Принсипи переехала в столицу Португалии Лиссабон и отказалась от вооружённой борьбы. После того как Карлуш да Граса покинул партию, большая часть её членов влилась в состав Независимого демократического союза Сан-Томе и Принсипи. Однако небольшая группа во главе с Монсо душ Сантушем решила продолжать вооружённую борьбу и перебралась в Камерун. Там она сменила название на Национальный фронт сопротивления Сан-Томе и Принсипи — Обновлённый.

## История
Национальный фронт сопротивления Сан-Томе и Принсипи — Обновлённый сформирован в 1986 году небольшой фракцией Национального фронта сопротивления Сан-Томе и Принсипи, которые решили продолжать вооружённую борьбу как средство свержения правительства Сан-Томе и Принсипи, после того как Национальный фронт сопротивления Сан-Томе и Принсипи объявил о том, что складывает оружие. База партии располагалась в городе Криби на юге Камеруна. 8 марта 1988 года члены партии в составе 44 человек высадились на Сан-Томе и Принсипи и попытались вооружённым путём свергнуть правительство президента Мануэля Пинту да Кошта. Однако повстанцы были плохо вооружены и подготовлены, что позволило силам безопасности Сан-Томе и Принсипи быстро подавить и пленить заговорщиков. В августе 1989 года арестованные члены Национального фронта сопротивления Сан-Томе и Принсипи — Обновлённого были привлечены к суду. Они были приговорены к тюремному заключению сроком от 2 до 22 лет. Однако к апрелю 1990 года все заключённые были помилованы президентом и освобождены из тюрьмы.
В декабре 1990 года, спустя несколько месяцев после утверждения новой конституции, разрешившую многопартийную систему в стране, бывшие члены партии Национальный фронт сопротивления Сан-Томе и Принсипи — Обновлённый основали партию Христианско-демократический фронт.